# Horní Tošanovice
Horní Tošanovice (in polacco Toszonowice Górne, in tedesco Ober Toschonowitz) è un comune della Repubblica Ceca facente parte del distretto di Frýdek-Místek, nella regione della Moravia-Slesia.